# Kierunek rotacji (sport)
Kierunek rotacji, to naturalny, charakterystyczny dla danej osoby kierunek wykonywania obrotu. 

Jest to szczególnie zauważalne w sporcie (np. w gimnastyce, łyżwiarstwie, wrotkarstwie) oraz w tańcu i balecie, podczas wykonywania ewolucji takich, jak skoki, piruety. 

Zdecydowana większość ludzi kręci obroty przez lewe ramię (tj. w kierunku przeciwnym do ruchu wskazówek zegara). Istnieje jednak grupa, dla której łatwiej jest wykonywać rotację w prawo (czyli w kierunku zgodnym z ruchem wskazówek zegara). Niekiedy jest to połączone z leworęcznością, jednakże nie jest to regułą. 

W sporcie wyczynowym można spotkać osoby, będące w stanie swobodnie wykonać obrót w obu kierunkach, co uznawane jest za wyższy poziom trudności wykonanej ewolucji. 